# SN 2009hw
SN 2009hw – supernowa typu Ia odkryta 17 lipca 2009 roku w galaktyce A192034+4333. W momencie odkrycia miała maksymalną jasność 19,10m.